# Сложенкина, Марина Ивановна
Мари́на Ива́новна Сложе́нкина (род. 25 января 1974 года) — российский учёный, специалист в области производства, хранения и переработки сельскохозяйственной продукции, директор Поволжского НИИ производства и переработки мясомолочной продукции (с 2015 года), профессор кафедры «Технологии пищевых производств» Волгоградского государственного технического университета, профессор (2011), профессор РАН (2016), член-корреспондент РАН (2019), дважды лауреат премии Правительства Российской Федерации в области науки и техники (2005, 2023).

## Биография
Родилась 25 января 1974 году в совхозе Искра Урюпинского района Волгоградской области.
В 1995 году окончила Волгоградский государственный педагогический университет. В 2010 году окончила Донской государственный аграрный университет.
В 2001 года окончила аспирантуру ВНИИ мясного скотоводства. В 2004 году защитила кандидатскую, в 2009 году — докторскую диссертации.
В 2010 году присуждена учёная степень доктора биологических наук, в 2011 году присвоено учёное звание профессора.
С 2015 года — директор Поволжского НИИ производства и переработки мясомолочной продукции.
В январе 2016 года присвоено почётное звание профессора РАН.
15 ноября 2019 года избрана членом-корреспондентом РАН.
Профессор кафедры «Технологии пищевых производств» Волгоградского государственного технического университета.

## Научная деятельность
Специалист в области производства, хранения и переработки сельскохозяйственной продукции.
Общее количество публикаций — более 1000, цитирований — 4700, индекс Хирша (РИНЦ) — 28, монографий и учебных пособий — 32, статей в изданиях, входящих в международные базы научного цитирования Web of Science − 45, Scopus — 164, патентов РФ на изобретения — 98. Под её руководством защищены 42 магистерских, 27 кандидатских и 4 докторских диссертации.
Заместитель главного редактора и член международного редакционного совета журнала «Аграрно-пищевые инновации», член редколлегии журнала «Известия Нижневолжского агроуниверситетского комплекса».

## Награды
- Премия Правительства Российской Федерации в области науки и техники,  2005, " За разработку и внедрение безотходных технологий переработки бахчевых, масличных, бобовых культур, некоторых видов нетрадиционного растительного сырья и производство на их основе биологически полноценных продуктов многоцелевого назначения"[4];
- Почётное учёное звание профессора РАН, 2016;
- Член-корреспондент Российской академии наук, 2019;
- Золотые медали Российской агропромышленной выставки «Золотая осень», ВДНХ, Москва, 2007—2023;
- Участие в оргкомитете международной выставки и конференции, Франция, 2018;
- Участие в оргкомитетах международных конференций по аграрно-пищевым технологиям (2012—2023, Волгоград, Ростов, Элиста, Красноярск, Минск);
- Золотые медали «Царицынская ярмарка», 2017—2023; Лауреат международных конкурсов лучших инновационных разработок, РАН, 2015—2023; Дипломант Всероссийских смотров-конкурсов, 2014—2021;
- Дипломант Межведомственных научно-практических конференций, 2017—2019;
- Эксперт РАН, РНФ;
- Победитель конкурса 2020 года на право получения грантов Президента Российской Федерации для государственной поддержки ведущих научных школ Российской Федерации;
- Почетная грамота Комитета Государственной Думы, 2021;
- Победитель конкурса РНФ 2021 года «Проведение фундаментальных научных исследований и поисковых научных исследований отдельными научными группами» по теме: "Новые подходы в разработке и обосновании принципов, методов и алгоритмов производства продукции животноводства без использования кормовых антибиотиков";
- Почетная грамота Минобрнауки РФ (приказ от 7 июня 2021 г. № 443 к/н);
- Премия Правительства Российской Федерации в области науки и техники,  2023, "За разработку и внедрение инновационных технологий в животноводстве для обеспечения населения высококачественными продуктами питания" ( Распоряжение от 23 ноября 2023 г. № 3318-р МОСКВА);
- Почетная грамота Российской Академии наук (Распоряжение РАН №10105-1379 от 5 декабря 2023 года).